# رودني هاردينغ
رودني هاردينغ (بالإنجليزية: Rodney Harding)‏ هو لاعب كرة القدم الكندية أمريكي، ولد في 1 أغسطس 1962 في أوكلاهوما سيتي في الولايات المتحدة.